# Hvideruslands nationalforsamling
Hvideruslands nationalforsamling (hviderussisk: Нацыянальны сход Рэспублікі Беларусь, tr. Natsyjanalny skhod Respubliki Belarus, russisk: Национальное собрание Республики Беларусь, tr. Natsionalnoje sobranije Respubliki Belarus, dansk: Republikken Hvideruslands Nationalforsamling) er Hvideruslands parlament, der er baseret på et tokammersystem. De to kamre er:
- Republikkens råd – overhuset
- Repræsentanternes hus – underhuset

Republikkens råd består af 64 medlemmer, der vælges ved indirekte valg gennem regionale forsamlinger og udnævnes af præsidenten. Repræsentanternes hus består af 110 medlemmer, der de jure vælges af befolkningen ved simpelt relativt flertal. Hvideruslands tidligere parlament hed Hvideruslands øverste sovjet og blev erstattet af nationalforsamlingen i 1996.